# Ostap Wyschnja

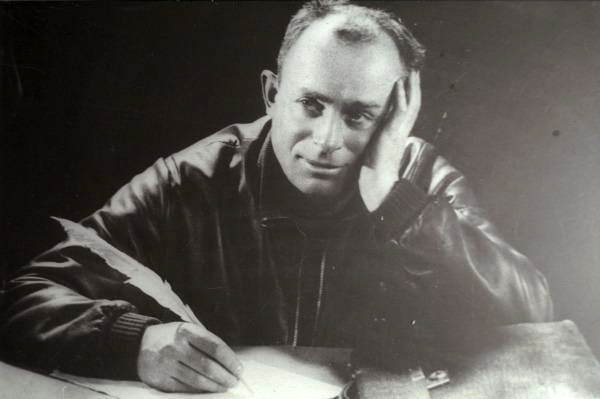
Ostap Wyschnja

Ostap Wyschnja (* als Павло Михайлович Губенко/Pawlo Mychajlowytsch Hubenko am 1. Novemberjul. / 13. November 1889greg. in einem Weiler bei Hrun, Gouvernement Poltawa, Russisches Kaiserreich; † 28. September 1956 in Kiew, Ukrainische SSR) war ein ukrainischer Schriftsteller, Humorist und Satiriker.

## Leben
Ostap Wyschnja wurde auf einem Bauernhof im Weiler Tschetschwa (Чечва) bei der Ortschaft Hrun, zu der er heute zählt, in der heutigen ukrainischen Oblast Sumy als jüngerer Bruder des späteren Schriftstellers und Humoristen Wassyl Tschetschwjanskyj in eine große Bauernfamilie hinein geboren. Er ging am Wohnort zur Schule und danach nach Kiew an die Militärisch-medizinische-Assistenten-Schule und ließ sich bis 1907 zum Feldscherer ausbilden. Im Anschluss arbeitete er zunächst als Arzthelfer in der Kaiserlich Russischen Armee und danach in der chirurgischen Abteilung des Krankenhauses der Piwdenno-Sachidna Salisnyzja. 1917 begann er an der Universität Kiew zu studieren, brach das Studium jedoch wieder ab und widmete sich ganz dem Journalismus und dem Schreiben. 1918 wurde er in die Armee der Ukrainischen Volksrepublik eingezogen, 1919 von den Bolschewiki gefangen genommen und bis 1921 in ein Gefängnis nach Charkiw verbracht. In der Mitte der 1920er Jahre gab er bei der Regierung den Anstoß, das Slowo-Gebäude zu errichten, ein Wohnkomplex für ukrainische Schriftsteller.
Seine erste Veröffentlichung „Demokratische Reformen Denikins“ erschien am 2. November 1919 unter dem Pseudonym „P.Hrunsky“ in der Kamenetzer Zeitung „Narodnaja Wolja“. In den folgenden Jahren machte er sich als Humorist einen Namen und wurde ein populärer Schriftsteller in der Sowjetunion.
1934 wurde er wegen angeblicher konterrevolutionärer Tätigkeit und Terrorismus verhaftet und in einen Gulag verbannt, weshalb er seine literarische Karriere erst nach seiner überraschenden Entlassung 1943 fortsetzten konnte. Ostap wurde 1955 rehabilitiert und starb 1956 in Kiew. Er wurde auf dem dortigen Baikowe-Friedhof beerdigt.

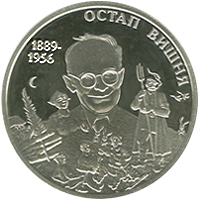
ukrainische 2 ₴- Münze zu Wyschnjas 125. Geburtstag 2014

## Werke (Auswahl)
- Zu Fuss nach Jalta : humoristische Erzählungen. Auswahl, Übersetzung, Nachwort Aljonna Möckel. Berlin : Eulenspiegel-Verlag, 1981